# Ghiacciaio Kempe
Il ghiacciaio Kempe è un ghiacciaio lungo circa 7 km situato nella regione centro-occidentale della Dipendenza di Ross, nell'Antartide orientale. Il ghiacciaio, il cui punto più alto si trova a circa 2400 m s.l.m., si trova nell'entroterra della costa di Scott e ha origine dal versante settentrionale del monte Kempe, sul versante orientale della dorsale Royal Society, da cui fluisce verso nord-est, parallelamente al ghiacciaio Glimpse, fino ad arrivare alle pendici della cresta Dismal.

## Storia
Il ghiacciaio Kempe è stato così battezzato dai membri della spedizione di ricerca antartica svolta dalla Università Victoria di Wellington nel 1960-61, in associazione con il vicino monte Kempe, che a sua volta era stato intitolato, a inizi Novecento, ad Alfred Bray Kempe, allora tesoriere della Royal Society.